# Huckettomyia watanabei
Huckettomyia watanabei är en tvåvingeart som beskrevs av Adrian C. Pont och Shinonaga 1970. Huckettomyia watanabei ingår i släktet Huckettomyia och familjen husflugor. Inga underarter finns listade i Catalogue of Life.